# Конденсаційний кополімер

Нейлон-6 (вгорі) і нейлон-66 (внизу).

Конденсаційний кополімер (рос. конденсационный сополимер, англ. condensation copolymer) — полімер, утворення якого відбувається внаслідок відщеплення малих молекул від функціональних груп кожної пари молекул мономерів. Приклад — нейлон, який отримується взаємодією адипінової кислоти з гексаметилендіаміном.